# Gonomyia (Leiponeura) projecta
Gonomyia (Leiponeura) projecta is een tweevleugelige uit de familie steltmuggen (Limoniidae). De soort komt voor in het Neotropisch gebied.